# بوتل (دائرة انتخابية في المملكة المتحدة)
بوتل  (بالإنجليزية: Bootle)‏ هي إحدى الدوائر الانتخابية في المملكة المتحدة الممثلة في مجلس العموم في برلمان المملكة المتحدة. عضو البرلمان الذي يمثلها حالياً هو بيتر دود.